# قائمة أعمال محمد الماغوط
هذه قائمة مؤلفات وأعمال محمد الماغوط.

## مسرحيات
| العنوان        | سنة الإخراج | الدولة | ملاحظات                  | م |
| -------------- | ----------- | ------ | ------------------------ | - |
| العصفور الأحدب | 1960        | سوريا  | -                        | - |
| المهرج         | 1960        | سوريا  | طبعت عبر دار المدى، دمشق | - |
| ضيعة تشرين     | 1973        | سوريا  | لم تطبع                  | - |
| غربة           | 1976        | سوريا  | لم تطبع                  | - |
| كاسك يا وطن    | 1979        | سوريا  | لم تطبع                  | - |
| شقائق النعمان  | 1987        | سوريا  | -                        | - |
| خارج السرب     | 1999        | سوريا  | طبعت عبر دار المدى، دمشق | - |

## سينما
| العنوان | سنة الإنتاج | الدولة | ملاحظات | م |
| ------- | ----------- | ------ | ------- | - |
| الحدود  | 1984        | سوريا  | -       | - |
| التقرير | 1986        | سوريا  | -       | - |

## شعر
| العنوان              | سنة نشر الطبعة الأولى | دار النشر المدينة، الدولة        | ملاحظات | م |
| -------------------- | --------------------- | -------------------------------- | ------- | - |
| حزن في ضوء القمر     | 1959                  | دار مجلة شعر، بيروت              | -       | - |
| غرفة بملايين الجدران | 1960                  | دار مجلة شعر، بيروت              | -       | - |
| الفرح ليس مهنتي      | 1970                  | منشورات اتحاد الكتاب العرب، دمشق | -       | - |

## مسلسلات
| العنوان     | سنة الإنتاج | الدولة                           | ملاحظات | م |
| ----------- | ----------- | -------------------------------- | ------- | - |
| حكايا الليل | 1972        | الهيئة العامة للإذاعة والتلفزيون | -       | - |
| وين الغلط   | 1979        | الهيئة العامة للإذاعة والتلفزيون | -       | - |
| وادي المسك  | 1982        | الهيئة العامة للإذاعة والتلفزيون | -       | - |

## مؤلفات أخرى
| العنوان             | سنة نشر الطبعة الأولى | دار النشر المدينة، الدولة | ملاحظات                                    | م |
| ------------------- | --------------------- | ------------------------- | ------------------------------------------ | - |
| الأرجوحة            | 1974                  | دار رياض الريس للنشر      | رواية                                      | - |
| سأخون وطني          | 1987                  | -                         | مجموعة مقالات                              | - |
| سياف الزهور         | 2001                  | دار المدى، دمشق           | مجموعة نصوص.                               | - |
| شرق عدن غرب الله    | 2005                  | دار المدى، دمشق           | -                                          | - |
| البدوي الأحمر       | 2006                  | دار المدى، دمشق           | -                                          | - |
| اغتصاب كان وأخواتها | 2002                  | منشورات دار البلد، دمشق   | مجموعة حوارات، من إعداد الشاعر خليل صويلح. | - |